# Aeropuerto de Val-d'Or
El Aeropuerto de Val-d'Or (del inglés: Val-d'Or Airport) (IATA: YVO, OACI: CYVO) está ubicado a 2,5 MN (4,6 km; 2,9 mi) al sur de Val-d'Or, Quebec, Canadá.

## Aerolíneas y destinos
- Air Creebec
  - Ciudad de Quebec / Aeropuerto internacional Jean-Lesage de Quebec
- Air Labrador
  - Ciudad de Quebec / Aeropuerto internacional Jean-Lesage de Quebec
- Air Canada Jazz
  - Montreal / Aeropuerto Internacional de Montreal-Trudeau
- Sunwing Airlines
  - Varadero / Aeropuerto Juan Gualberto Gómez (estacional)
- Pascan Aviation
  - Montreal / Aeropuerto de Montreal-Saint-Hubert
  - Rouyn-Noranda / Aeropuerto de Rouyn-Noranda
  - Sherbrooke / Aeropuerto de Sherbrooke
  - Toronto / Aeropuerto Internacional de Toronto-Pearson